# Проницающая сила
Проницающая сила — это звёздная величина наиболее слабых звёзд, видимых с помощью телескопа при наблюдении в зените. Она может быть оценена по формуле Боуэна:
{\displaystyle m=5,5+2,5\lg D+2,5\lg {\Gamma }}, где
D — апертура телескопа в сантиметрах,
{\displaystyle \Gamma } — угловое увеличение телескопа.
Проницающая сила зависит от увеличения телескопа, так как с ростом увеличения быстро уменьшается видимая яркость фона ночного неба, что облегчает видимость слабых звёзд.
Чаще в литературе встречается другая, упрощённая формула:
{\displaystyle m=7,1+5\lg D}.
Но наиболее точная формула для оценки проницающей силы выглядит так:
{\displaystyle m=2,5\lg {\frac {D}{\beta }}{\sqrt {\frac {Kt}{s}}}}, где
{\displaystyle \beta } — диаметр центрального максимума дифракционного изображения звезды (диска Эри) в секундах дуги,
K — квантовый выход оптической системы телескопа, равный отношению числа зарегистрированных фотонов к числу попавших на приёмник излучения (глаз или ПЗС.),
s — яркость фона ночного неба,
t — время экспозиции.
Эта формула может использоваться для расчёта выдержки, необходимой для получения изображений слабых космических объектов при астрофотографии.